# Тернувате (селище)
Тернува́те (до 1946 — Гайчур) — селище Запорізького району Запорізької області. Адміністративний центр Тернуватської селищної громади. Населення становить 1 379 осіб.

## Географічне розташування
Селище міського типу Тернувате знаходиться на відстані 3 км від лівого берега річки Гайчур, за 1 км від села Косівцеве. Через селище проходить залізниця, станція Гайчур. На південно-східній околиці селища бере початок балка Кринична.
Відстань до Новомиколаївки становить 27 км і проходить автошляхом місцевого значення та Н15. Територія селищної громади межує з Синельниківським районом Дніпропетровської області.

## Історія
Засноване у зв'язку з початком будівництва залізничної станції 1889 року (закінчено у 1896 році) на лінії Чаплине—Пологи.
7 (20) листопада 1917 року, відповідно до Третього Універсалу Української Центральної Ради, увійшло до складу Української Народної Республіки.
До 2019 року було адміністративним центром Тернуватської селищної ради, до складу якої, крім того, входили села Зарічне, Косівцеве, Придорожнє.
19 липня 2020 року, в результаті адміністративно-територіальної реформи та ліквідації Новомиколаївського району, село увійшло до складу новоутвореного Запорізького району.

## Мешканці
У селищі народилися:
- В'ялий Володимир Петрович (1930—2005) — український скульптор.
- Котєшевський Дмитро Іванович (1977—2014) — солдат Збройних сил України, учасник російсько-української війни.
- Похвальський В'ячеслав Володимирович (нар. 1947) — український державний і політичний діяч, дипломат.

## Населення

### Чисельність населення
| 1959 | 1979 | 1989 | 2001 | 2016 |
| ---- | ---- | ---- | ---- | ---- |
| 3032 | 1893 | 1726 | 1568 | 1379 |

### Розподіл населення за рідною мовою(2001)
| українська мова | російська |
| --------------- | --------- |
| 95,39 %         | 4,61 %    |

## Економіка
- «Гайчур-Агро», ЗАТ — елеватор.
- «Гайчур», ТОВ.
- Гайчурська меблева фабрика.

## Об'єкти соціальної сфери
- Школа № 1.
- Школа № 2.
- Стадіон.

## Релігія
- Жіночий монастир апостола Іоанна Богослова.